# 바르샤바 근대미술관
바르샤바 근대미술관(폴란드어: Muzeum Sztuki Nowoczesnej w Warszawie)은 폴란드 바르샤바에 있는 미술관이다.